# Luis Cousiño Talavera
Luis Cousiño Talavera (Santiago, 5 de mayo de 1874 - 25 de mayo de 1948) fue un abogado, notario chileno, director del Museo Nacional de Bellas Artes entre 1923 y 1926.

## Biografía
Hijo de Enrique Cousiño Ortúzar y de Elisa Talavera Appleby —y nieto de Ventura Cousiño Jorquera, sobrino nieto de Matías Cousiño Jorquera y sobrino de Luis Cousiño Squella— realizó sus estudios secundarios en el Instituto Nacional y posteriormente ingresó en la Universidad de Chile, donde se tituló de abogado. Se casó con Julia MacIver Ovalle (8 de septiembre de 1878 - 2 de septiembre de 1953), hija del político radical Enrique Mac Iver Rodríguez y de Ema Ovalle Gutiérrez, nieta del expresidente de la república José Tomás Ovalle Bezanilla. La pareja tuvo cinco hijos: Raquel (1902-1988), Luis (1903-1995), Ventura (1907), Fernando (1909-1912) y Julia (1904-1989). 
En 1907 fue nombrado notario público de Santiago de Chile. Perteneció a la Sociedad de Historia y Geografía de Chile, y a la de Bellas Artes; fue miembro del Consejo Nacional de Bellas Artes (1910-)1927. 
Hizo el Catálogo del Museo Nacional de Bellas Artes, que se publicó en 1922, al año siguiente de haberlo terminado; fue director del citado museo de 1923 a 1926.

### Exposiciones
- 1923 - 1925 : III, IV, V Salón de Invierno
- 1923 - 1926 : Salones oficiales